# Šedá zóna
Šedá zóna je americký hraný film. Natočil jej režisér Tim Blake Nelson podle vlastního scénáře, který je adaptací knihy Miklóse Nyiszliho, respektive Nelsonovy divadelní hry, která vznikla na motivy této knihy. Hráli v něm například David Arquette, Steve Buscemi, Harvey Keitel, Mira Sorvino a Daniel Benzali. Snímek pojednává o Sonderkommandu v koncentračním táboře Auschwitz.
Snímek měl premiéru 13. září 2001 na 26. ročníku Torontského mezinárodního filmového festivalu.